# Dico si Tiganas
Koordinaten: 46° 45′ 16″ N, 23° 25′ 45″ O
Das Architekturbüro Dico si Tiganas (in selbst gewählter Schreibweise auch DICO si TIGANAS; rumänisch DICO și ȚIGĂNAȘ) wurde März 1997 in Cluj-Napoca/Klausenburg gegründet und ist heutzutage eine bekannte Praxis in Rumänien. Das Studio wird von seinen zwei Gründern, Ingenieur Florin Dico und Architekt Serban Tiganas (zurzeit auch Präsident des Orden der Rumänischen Architekten), geführt. Das Büro beschäftigt sich mit der Planung der Architektur, Struktur und Gebäudetechnik von Wohnhäusern, Büro- und Verwaltungsgebäuden, Stadien, Sporthallen und Industrieanlagen.

## Geschichte
Am Anfang haben Dico si Tiganas für kleine Privatunternehmer gearbeitet und geplant. Der große Durchbruch des Architekturbüros kam im Jahr 2000 mit dem ersten Auftrag für den Britischen Bauunternehmer Mivan-Kier. Dieser Auftrag brachte eine bedeutende Entwicklung des Büros hinter sich. Die Projektaufgabe bestand darin, soziale Wohnungsanlagen für 30 Standorte in 27 Rumänischen Städten zu entwerfen, mit einer Gesamtfläche von 180.300 m². Weitere Zusammenarbeit führte zu neuen und größeren Projekte, wie z. B.: Liberty Center Mall Bukarest, New Town Wohnanlage mit 630 Wohnungen Bukarest und Einkaufszentren in 7 Großstädten in Rumänien. Anfang 2009 ging der Bauunternehmer bankrott. An dem Zeitpunkt waren nur folgende Projekte ausgeführt: Liberty Center, NewTown Wohnanlage und eines der Einkaufszentren, Tiago Mall Oradea.
Unter den anderen wichtigen Projekten liegt die Bosch Rexroth Fabrik, Bürogebäude für die Bergenbier Brauerei in Blaj, Olimpia Business Center und verschiedene Wohnanlagen in Cluj-Napoca (Klausenburg). Die neuesten und bekanntesten Projekte sind die Erweiterung des CFR1907 Fußballstadions (Dr.-Constantin-Rădulescu-Stadion), die Entwicklung der neuen Cluj Arena (~30.000 Sitzplätze) und der neuen Sporthalle (~7.000 Sitzplätze) in Cluj-Napoca/Klausenburg.

## Auszeichnungen
- Nominiert für Gebäude des Jahres 2012.[11][12]
- 2011 OAR Preis für Gebäude über 1000 m² für Cluj Arena[13]
- 2009 OAR Preis für Cluj Arena und für die Bürogebäude des Siebenbürgischen Museum für Völkerkunde[14]
- Aquapanel Challenge Prize von knauf mit ELM Bürogebäude
- Preis für Erhaltung und Modernisierung der Innenstadt Câmpina[15]

## Galerie

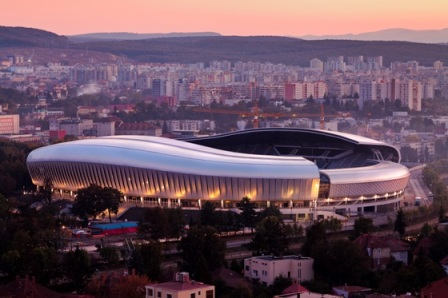
Cluj Arena
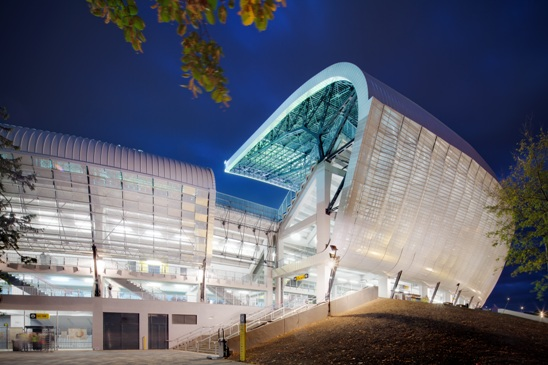
Cluj Arena bei Nacht
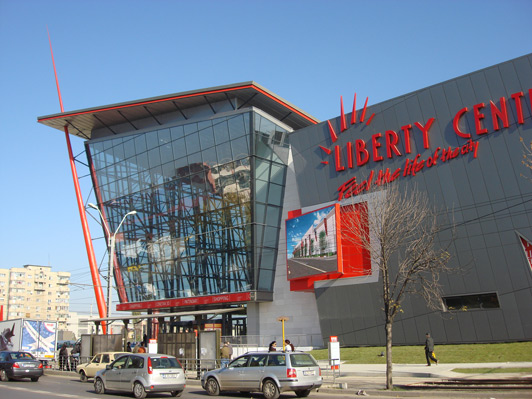
Liberty Center Mall in Bukarest
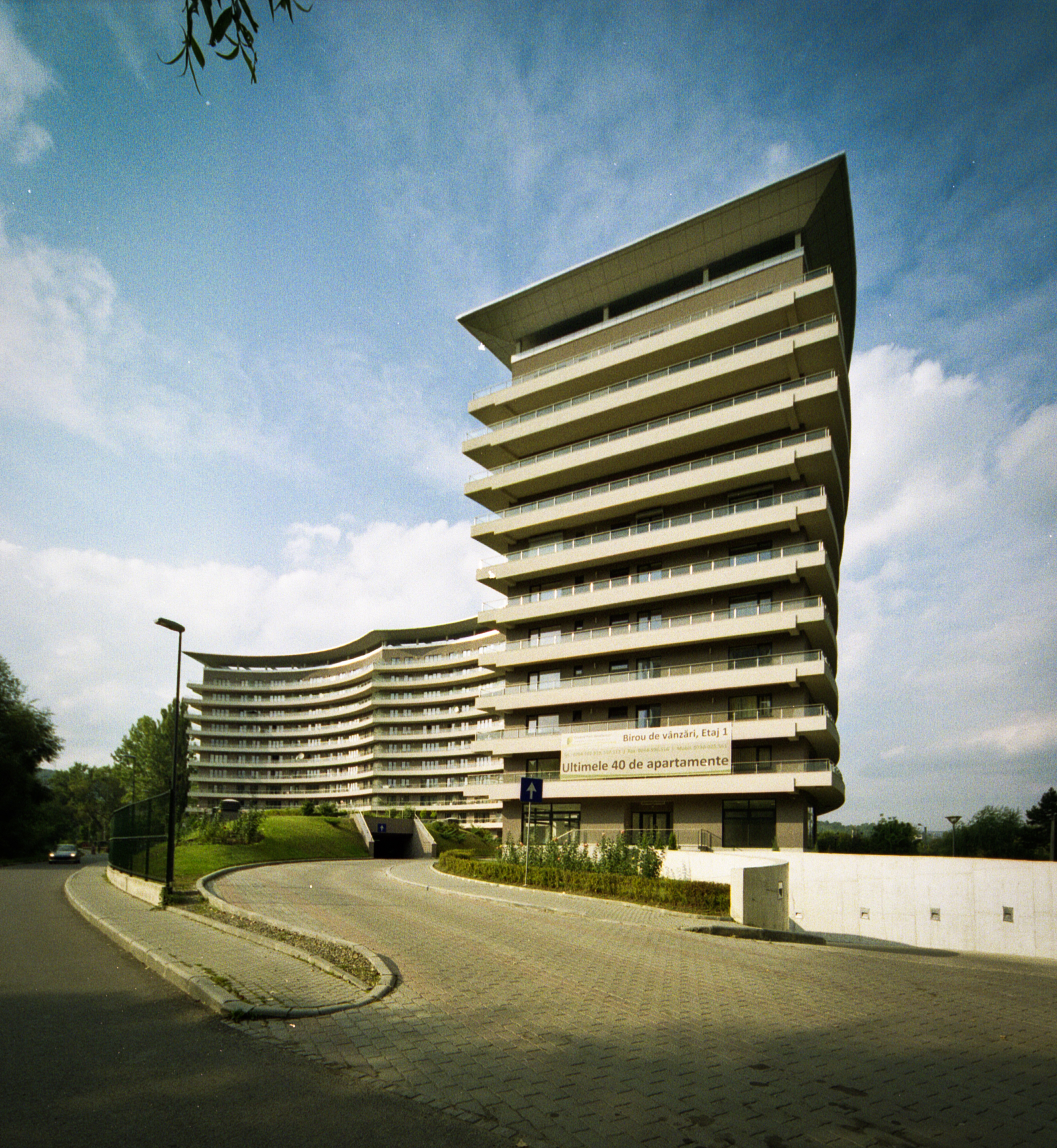
Central Park Residence Plopilor Vest
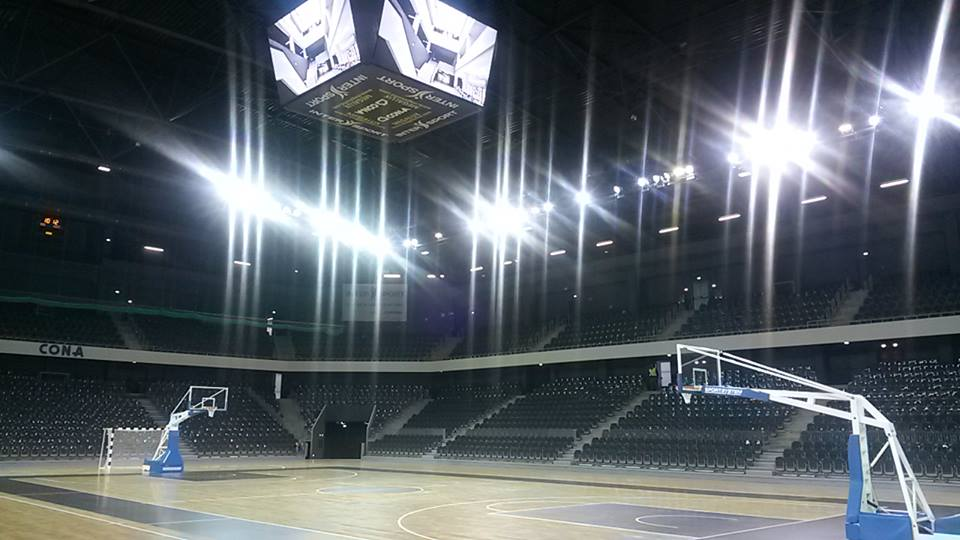
Sala Polivalentă Cluj-Napoca